# J'adoube
J'adoube, aan de tegenstander medegedeeld, betekent dat de speler die tijdens een dam- of schaakpartij aan zet is, zich verontschuldigt om een of meer stukken op het bord recht te zetten. Hiermee wordt de Pièce touchée-regel  (als men een stuk aanraakt, dient men daarmee te spelen) tijdelijk buiten werking gesteld.
“J'adoube” is Frans voor “Ik geef een ridderslag”. De Franstalige uitdrukking is internationaal geaccepteerd, maar de speler kan zijn intentie ook in een andere taal kenbaar maken: “I adjust”, “Ik zet recht” enzovoort. De gebruikte taal hangt uiteraard van de situatie af: de meeste (tegen)spelers zullen Engels verstaan. 
Alleen de speler die aan zet is mag een stuk rechtzetten.